# Tegeltillverkning

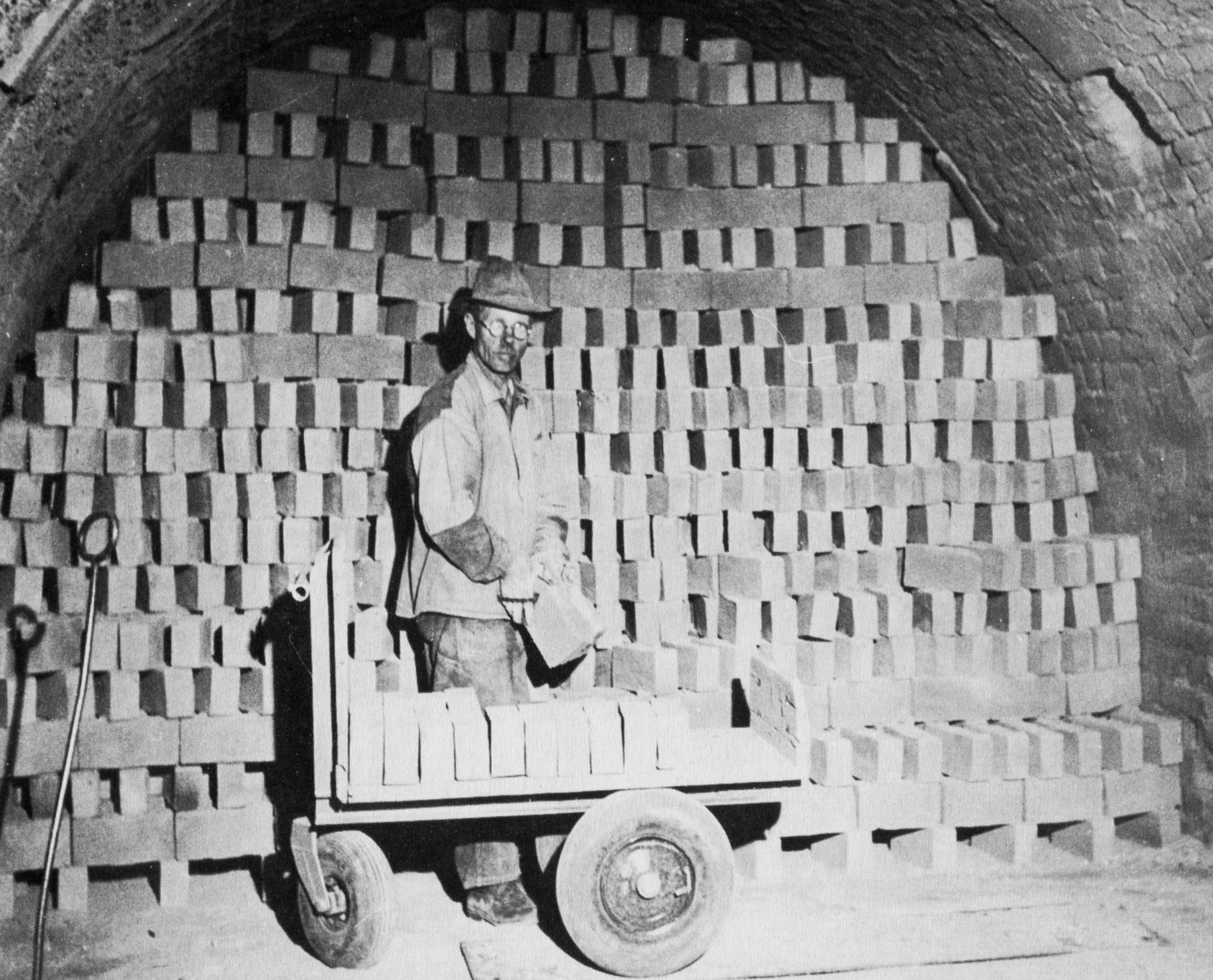
Inskjutaren sätter råsten i ringugnens kammare.

Tegeltillverkning kan ske med hjälp av strängpressning (genom slätt eller räfflat munstycke) eller maskinslagning (leran pressas då ned i en lådform och ytan jämnas med en kolv). Sker tillverkningen genom handslaget tegel i lådformen kallas produkten handslaget tegel, ofta i måtten ca 62x120x250mm.
Nästan alla magra leror duger till tegeltillverkning. Leran skall vara ren från jord och organiska ämnen så att dessa inte okontrollerat påverkar teglet vid bränningen. Om leran innehåller svavelkis kan detta omvandlas till svavelsyra, vilket gör att teglet så småningom avsöndrar mursalt, stenen kan då vittra sönder. Bränning av tegel sker i temperaturer mellan 920 och 1070 °C. Lera med lägre kalkinnehåll ger rött tegel, högre kalkinnehåll ger gult tegel.

## Material
Huvudsakliga råmaterialet för teglet är tegelleran, en förvittringsprodukt av fältspat, mycket utbredd särskilt på de delar av jordytan, där istiden härskat och genom sina vattenmassor slammat leran ned i dalarna (jämför lera). Leran är ett vattenhaltigt aluminiumsilikat, som vid upphettning avger sitt kemiskt bundna vatten och bildar ett hårt vattenfritt silikat. 
Bränt tegel innehåller 30–45% glasfas, resten är komponenter som inte smälter, fina glimmer- och kvartskorn samt osönderdelade fältspatkorn. Glasfasen har bildats av lermineral som illit och klorit. Kalkstensbitar bör inte finnas i tegel, eftersom det ofta medför att teglet spricker. Alltefter sammansättning tål leran olika hög temperatur vid bränningen. Ren lera (kaolin) smälter sålunda vid omkr. 1 850 °C. Smältpunkt för tegellera är 1100–1200 °C vid Sköldinge tegelbruk och Vålbacken tegelbruk och 1200–1300 °C vid Heby tegelbruk, Hyllinge, Kaniks tegelbruk, Lina tegelbruk, S:t Eriks lervarufabrik och 1300–1400 °C vid Gåvetorps tegelbruk.. En lera garbrännes (färdigbrännes) vid en temperatur, då den bibehåller sin form, efter avsvalning, är fullt frostsäker och har erhållit övriga önskade egenskaper: styrka, färg och täthet. Tillverkning av takpannor som vanligtvis har en godstjocklek av 11-14mm ställer större krav på leran än tillverkning av tegelstenar. För takpannor bör minst 30% av leran utgöras av partiklar med mindre storlek än 1 μm.
Vanligt byggnadstegel skall vara poröst, eftersom väggarna ska verka isolerande mot värme och köld. Man kan till och med blanda in ämnen i leran för att öka porositeten, till exempel sågspån, kokssmul och så vidare, som efter utbränningen kvarlämnar hålrum i teglet, det vill säga gör teglet mycket poröst. Leran har egenskapen att med vatten bilda en formbar massa, som vid torkning hårdnar och krymper. En fet (sandfri) lera krymper mer än en mager lera. Då krympningen ofta vållar sprickor genom ojämn sammandragning, tillsättes beroende på rålerans sammansättning 0–20% av ett ämne som inte krymper ett så kallat magringsmedel. Detta utgörs vanligen av grus eller krossat bränt tegel (eller bränd lera), så kallad chamotte.
Beroende på föroreningar av alkalier, järn, kalk och magnesium, är leran mer eller mindre eldfast, och erhåller efter bränningen olika färger. Den renaste leran, kaolinen, blir vit när den bränns, de eldfasta lerorna som har låg järnhalt <2% Fe2O3 ljust gula, Leror för tillverkning av vanligt tegel har ofta ett viktsförhållande SiO2 : Al 2O3 på 3:1 och innehåller ofta ca 7% Fe2O3. Brännfärgen beror på halten av kalciumkarbonat i leran, vid 0-3% röda, vid ca 10% gulröda, vid ca 20% gula eller gulgröna, vid ca 30% gulvita.  Vid bränning vid för hög temperatur blir färgen mörkare till sist svart. 

### Övriga färger
Vid AB Lomma tegelfabrik och vid Ugerups tegelbruk blev en del tegel gröna.

#### Brun och grå bött
- Brunt tegel tillverkades vid Helsingborgs Ångtegelbruk av skifferlera. Den översta leran gav ett blårött till rödviolett tegel. Den understa leran gav ett chokladbrunt tegel.
- Vid Fyledalens tegelbruk tillverkades brunt tegel av colonusskiffer.
- Brunt tegel kan också tillverkas genom att 1,5% brunsten (Mangandioxid) inblandas i rödbrännande lera.
- Grått tegel kan framställas genom att blanda in fem procent brunsten i gulbrännande lera.

Grått tegel kan  också framställas genom att införa alkvistar eller tjära i tegelugnen eller att bränna rödbrännande lera i reducerande atmosfär, gärna med torv.

## Tillverkningsprocesser
Vid tillverkning av tegel särskiljs fyra olika huvudprocesser:
1. lerans förarbetning
2. teglets formning
3. torkning
4. bränning

Därefter kan ytan ibland behandlas.

### Lerans förarbetning
Leran grävs upp, sedan matjorden avlägsnats, med grävmaskin av skopverkstypen, då de olika lagren lera samtidigt blandas. För att intimt blanda lera, grus och vatten i lämpligt förhållande används ofta en så kallad matarsump, en liggande roterande axel försedd med knivar, som skär sönder och samtidigt matar fram lera och grus i ett liggande tråg. Då det vanligen finns större stenar i leran, avlägsnas dessa i särskilda stenavskiljande valsverk, och övriga stenar krossas i finvalsverk.
Nödvändig grusmängd för magring samt vid behov vatten (respektive torr lera) tillsätts före behandlingen i valsverken för att reglera lerans styvlek. (Enligt äldre metoder begagnades lerbråka eller lerkran, en maskin med vertikal roterande knivaxel för blandning med vatten.) För att få fuktigheten att fördela sig riktigt jämnt (för kvalitetsgods) sumpas leran, det vill säga den på ovan beskrivet sätt erhållna massan lägges i hög och får ligga visst antal dygn.

### Teglets formning
För att kunna formas behöver leran ha en viss vattenhalt. Leran vid Lina tegelbruk skulle hålla 25-32% vatten för att kunna formas.
Från valsverken faller leran ned i en snäckpress, en horisontal cylinder, vari en axel, försedd med snedställda knivar eller skruvformade blad, roterar. I änden, genom vilken leran utpressas, är anbragt ett munstycke, som ger lersträngen dess form. Strängen löper ut på ett så kallat avskärarbord, där en eller flera hårt spända ståltrådar avskär stycken i tegelformat. Formningen kan ske även medelst så kallad valspress, då två snedställda valsar utpressar leran genom munstycke.
Maskinslagning av tegel infördes år 1874 vid Kiholms tegelbruk och Bockholm-Sättra tegelbruk och år 1873 vid Skånska Cement AB tegelbruk
Vid handslagning av tegel formas leran, antingen lera i mjuk konsistens som formas genom så kallad strykning i träformar, eller i fastare konsistens, då leran slås med hjälp av en flat klubba uti den beslagna formen. För att ersätta handstrykningen har även konstruerats olika slags strykmaskiner.

### Teglets torkning
Det mjuka teglet skall torkas efter formningen. Handstruket tegel måste först torka flat; vanligen sker detta på en sandplan. Efter någon dag vändes det på kant och staplas därefter glest under bar himmel eller i lador. Maskinformat tegel är fastare och transporteras därför direkt till torkladan. Insättningen i torkfacken sker där vanligen för hand, men ofta insattes ett större antal tegel samtidigt i facken med hjälp av en automatisk avsättarvagn, vars uppbärande klor är höj- och sänkbara. I moderna tegelbruk sker allt detta maskinellt.
Vanligen eftersträvas en efterlikning av naturlig torkning. Det förekommer ofta konstgjord torkning, där uppvärmd luft, fläktar eller andra anordningar åstadkommer en hastig torkning. Sedan mitten av 1900-talet har kammartorken varit vanlig i Sverige. Varje kammare rymmer 6000-10000 tegelstenar. Temperaturen under torkningen ökas från 40oC till 70 oC. Torkningen tar ca 3 dygn. Även torkkanaler används, som det nyformade teglet i regel får passera på vagnar. 
Det ovan angivna tillverkningssättet grundar sig på den fuktiga lerans formbarhet. I motsats härtill står den i Sverige föga använda torrpressningen, varvid blott torr lera sammanpressas vid mycket starkt tryck (och vanligen någon uppvärmning).

### Teglets bränning

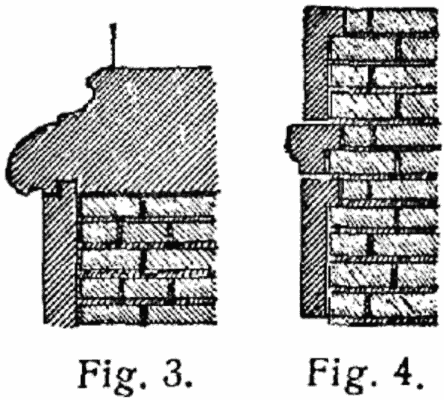
Förbländermurverk

För att teglet skall bli väderbeständigt, måste det brännas. Bränning i Flamugn eller Ringugn sker i tre steg 1. Smokning vid en temperatur av 120 °C drivs vattnet i leran av, detta tar 2-3 dygn. 2. Bränningen tar även den 2-3 dygn. 3. Avsvalningen tar 2-3 dygn. Bränning i tunnelugn tar 30-65 timmar. Tegelbränning sker i ugnar som kan vara tillfälliga (fältugnar), periodiska eller kontinuerliga, exempelvis ringugnar eller tunnelugnar. Först med ringugn var Höganäsbolagets ugn för eldfast tegel, därefter kommer Skånska Cement AB tegelbruk i Lomma år 1873, därefter följde Pålsjö tegelbruk, Kiholms tegelbruk, Bockholm-Sättra i Ekerö socken, samt Slagsta tegelbruk i Botkyrka socken.  Den första tunnelugnen i Sverige fanns vid Uppsala-Ekeby för tillverkning av eldfasta produkter. Det första tegelbruken med tunnelugn i Sverige var Brillinge tegelbruk år 1948. Som bränsle vid tegelbränning användes i Sverige under 1800-talet i huvudsak barrved, under 1900-talets första hälft i huvudsak stenkol. I samband med införande av tunnelugnar, infördes oljeeldning. Torv, koks och generatorgas har under 1900-talet endast använts av ett fåtal tegelbruk. 

### Tegelytans behandling
Teglets färg beror på lerans sammansättning och bränningstemperaturen. Ytan kan ytterligare varieras genom att leran beströs med sand eller krossat tegel av olika färg och storlek före bränningen. Teglets densitet är normalt 1,7–2,1 kan sänkas till 1,2–1,6 genom att sågspån inblandas, vilket sedan försvinner vid bränningen och porer bildas.
Stundom önskar man på en muryta ha en speciell färg, som avviker från det vanliga murteglets. Detta kan ernås genom så kallad förblandning. Med "förbländer" förstås ett tunnare, vanligen ihåligt, av bränd ädlare lera till verkat tegel, som inmuras i fasadytan av mur; bakmuren görs av vanligt tegel (s.k. bakmurstegel). Annars begjuts själva råteglet med en tunn välling av annan lera, som bränner sig med den färg man önskar erhålla. Grått och Brunt tegel kan erhållas genom inblandning av 1,5–5% Brunsten Mn02 i leran. 
I denna lera inblandas stundom fältspat, glaspulver eller dylikt för att öka sintringen, och dessutom tillsätter man vissa metallföreningar för att erhålla de önskade färgerna. Så behandlat tegel kallas engoberat och överdraget engob. Densamma är matt på grund därav, att massan inte smält, utan på sin höjd sintrat, i motsats till glasyr, som vanligen är blank, eftersom densamma fullständigt smält. Furnering av tegel består i att låta en tunnare lersträng från en maskin löpa ut på den tjockare massiva tegelsträngen. Det tunna lerskiktet görs av ädlare lera. Dylikt tegel kallas furnirförbländer. 
Glasering av tegel sker för att ge teglet särskilt glatt yta och färg. 
En villfarelse är, att man skulle glasera teglet för att göra det väderbeständigt. Är inte det oglaserade teglet väderbeständigt, erhåller det heller inte denna egenskap genom glaseringen. De vanliga tegelglasyrerna består av pulverformig mönja eller blyoxid, blandade med tegelmjöl, fin sand eller lera. Även här tillsätter man metalloxider för att erhålla olika färger. Då blyglasyrer inte tål direkt låga, framför allt inte reducerande låga, bränns dylika produkter i muffelugn, eller också skyddas det glaserade godset mot direkt eld genom inkapsling eller oglaseradt tegels staplande i form av skyddsskärmar. 
Blådämpning av tegel används särskilt i Tyskland och Holland för taktegel. Man erhåller därvid en silvergrå färg på teglet, som är fullt väderbeständig. Blådämpning tillgår på följande sätt: Då teglet ernått garbränningstemperatur, stänges spjället, och olja eller tjära nedhälls i ugnen. Denna fylles då av bolmande rök, och ur denna rök avsätter sig på och i teglet fina kolpartiklar. På grund av teglets höga temperatur torde detta kol bli koksartat och därigenom förläna godset den silvergrå färgen.

### Industriell tillverkning
En modern tegelbränningsugn styrs och övervakas med datoriserade system och tillverkningen sker maskinellt.
Kring sekelskiftet 1900 fanns det omkring 500 tegelbruk i Sverige med en kapacitet runt 400 miljoner stenar. Teglets betydelse minskade i takt med att andra byggnadstekniker för husbyggnad infördes i Sverige, så som prefabricerad betong. Den stora nedgången för tegelindustrin kom i samband med 1960-talets miljonprogram, då höghus tillverkades av prefabricerade betongelement. Den dominerande användningen av tegel i Sverige är numera fasadtegel, från att tidigare ha varit bakmurstegel.
Statistik
Avser vanligt tegel, ej eldfast. Tillverkning i Sverige antal miljoner:
År 1900  Mur- och fasadtegel 286, taktegel 28, tegelrör 15.
År 1925  Mur- och fasadtegel 241, taktegel 52,2, tegelrör 51,3
År 1950  Murtegel 275, fasadtegel 70, taktegel 72, tegelrör 44.
År 1960  Murtegel 182, fasadtegel 166, taktegel 39, tegelrör 42.
År 1980 Murtegel 18, fasadtegel 123, taktegel ?,  tegelrör 5,6.

## Teglets form

### Håltegel
I början av 1900-talet tillverkades specialtegel, system Kahn eller Bremer med stora hålrum för utfyllnad i armerade betongbjälklag. Det tillverkades även ihåliga så kallat boktegel för mellanväggar. Stora tillverkare av sådana tegel var Lydde tegelbruk, Sörby tegelbruk och Oskarsfrids tegelbruk.  År 1910 tillverkades ca 1,7 miljoner Kahntegel i mellansverige och ca 0,2  miljoner Bremertegel i sydsverige. År 1920 tillverkades i Sverige över 1,7 miljoner sådana tegel. Dessa tegeltyper skall ej förväxlas med månghålstegel(murtegel med många hål i).

### Förbländetegel = Reveteringstegel
Finare fasadtegel med jämn yta och färg. Chicagoförbländer är tunna plattor. Fournierförbländer är oftast ihåliga tegelstenar. Produktionen togs upp av Börringe tegelbruk år 1888 och Minnesbergs tegelbruk år 1897. År 1920 tillverkades över 2,8 miljoner sådana tegel.

### Glaserat tegel
Glaserat tegel har endast tillverkats vid ett fåtal fabriker exempelvis, Hyllinge, Börringe tegelbruk, Minnesbergs tegelbruk, Gåvetorps tegelbruk, S:t Eriks lervarufabrik. Färgerna var ofta grön, brun eller svart. I grön glasyr användes kopparoxid eller kromoxid för att ge grön färg.

### Taktegel
Det äldsta takteglet var fjällformade, rektangulära plattor med klackar för hängning över läkt, så kallat fjälltegel, spåntegel, bäversvansar. Senare uppstod det så kallade munk- och nunneteglet. Detta handslogs och veks över låret, vilket gav teglet dess fordom koniska form. Som en kombination av munk och nunna tillkom sedan det 1-kupiga takteglet, det vill säga den vanliga takpannan. Den består av en tunn tegelplatta, som böjts i vågform; den har en lång våg nedåtgående och en kort vinge, som täcker över nästa pannas uppskjutande kant. Det är det på äldre byggnader i Sverige mest brukliga.
2-kupiga tegel motsvarar de 1-kupiga med den skillnaden, att här finns två nedåtgående och två uppåtgående vågor. Även 3-kupiga taktegel har tillverkats i Sverige. För att göra tegeltaken ännu tätare har man försett takteglet med falsar, som sluter sig i varandra. Sådant tegel kallas falstaktegel.

### Tegelrör
Dräneringsrör av tegel användes förr men har numera ersatts av dräneringsrör av plast. Täckdikning med tegelrör blev vanligt i Skåne från 1840-talet. Tegelrörens dimensioner varierade mellan invändig diameter mellan 1,5 tum till 6 tum och en rörlängd på 30 cm. Falkenbergs tegelbruk var Sveriges största tillverkare av tegelrör.

### Marktegel
Marktegel är tegel som bränns under högre temperatur för att teglet ska bli hårdare och få en lägre fukthalt. Detta gör att teglet, som ligger i fuktig mark tar upp mindre vatten, blir mer beständigt mot frost, och inte spricker. Dessutom måste det tåla betydligt högre laster än vanligt tegel. Marktegel blir därför en något dyrare och mer exklusiv produkt som inte används idag så ofta.

### Klinttegel
Klinttegel är tegel med mindre bredd än normalt, exempelvis 50mm. I Sverige tillverkdes år 1920 drygt 1,7 miljoner och år 1930 drygt 1,2 miljoner klinttegel.

### Mellanväggsplattor
Porösa mellanväggsplattor av tegel började tillverkas i Sverige omkring år 1927. Slutade tillverkas omkring år 1955. Då hade det redan funnits mellanväggsplattor av betong och slagg i marknaden några år.
Har tillverkats bland annat av Tegelbruken i Broby Tegelbruk, Viksund, Sköldinge tegelbruk. S:t Eriks lervarufabriker Uppsala och Tegelbruks AB Walla-Katrineholm. Produktion år 1933  435 ton, år 1936 10.092 ton.

### Skorstenstegel
Skorstenstegel även kallad är ett frostbeständigt tegel med minsta densitetsklass 1,5. Teglet måste klara snö, regn, blåst och frost utifrån samt stå emot eld, rök och gnistor inifrån. Tegel med format 260x120x65 mm används för att mura vanliga skorstenar. 

### Radialtegel
För murning av skorstenar med cirkulära former (exempelvis fabriksskorstenar) används radialtegel. Radialtegel tillverkades av Upsala Norra tegelbruk, Vaksala Nya tegelbruk, Helsingborgs Ångtegelbruk, AB Lomma tegelfabrik och Oskarsfrids tegelbruk. Produktionen under första halvan av 1900-talet var 1–3 miljoner tegel om året.
Bilder

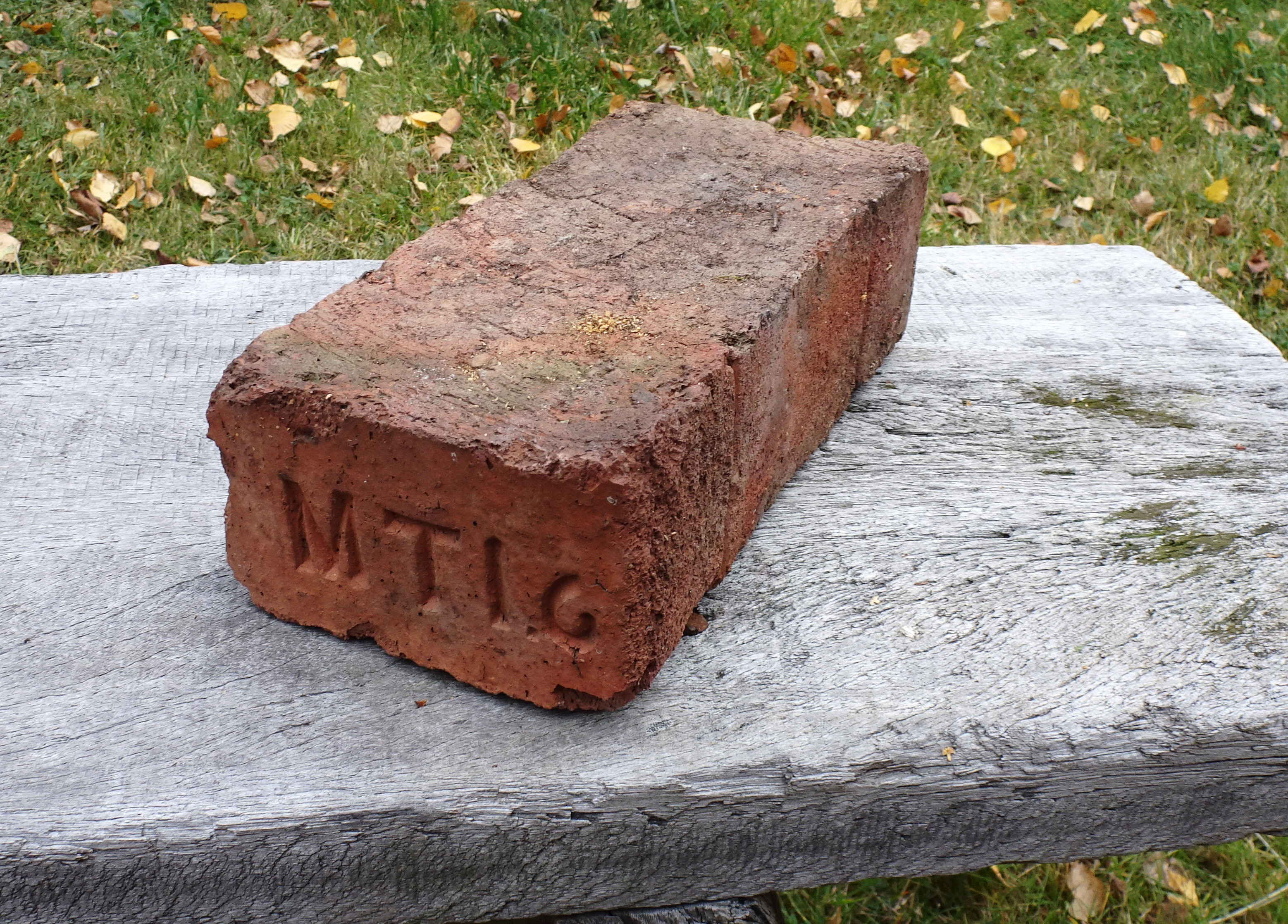
Fulltegel märkt "MT 1.6" (Mälardalens Tegelbruk 1.6)
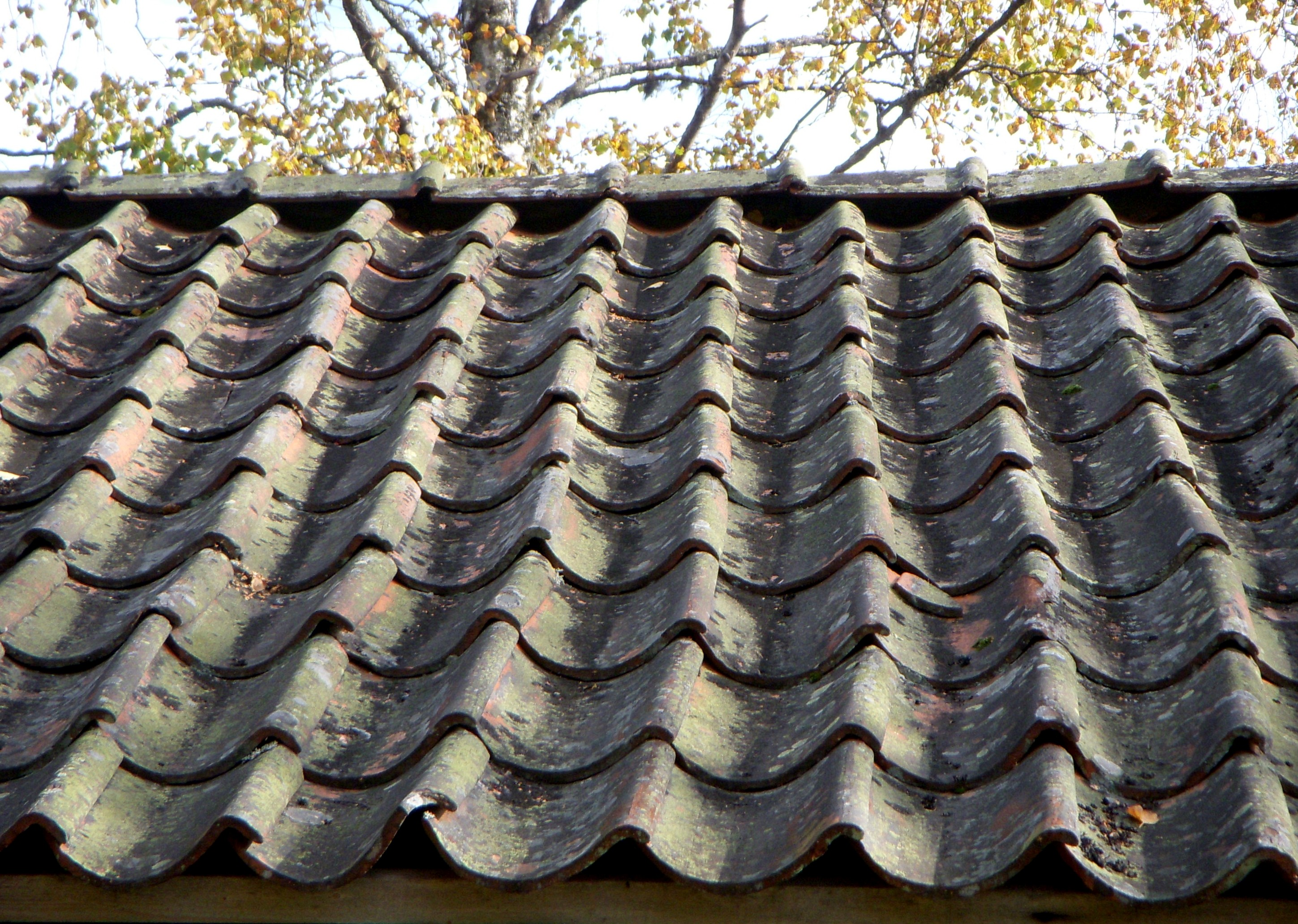
Enkupigt taktegel
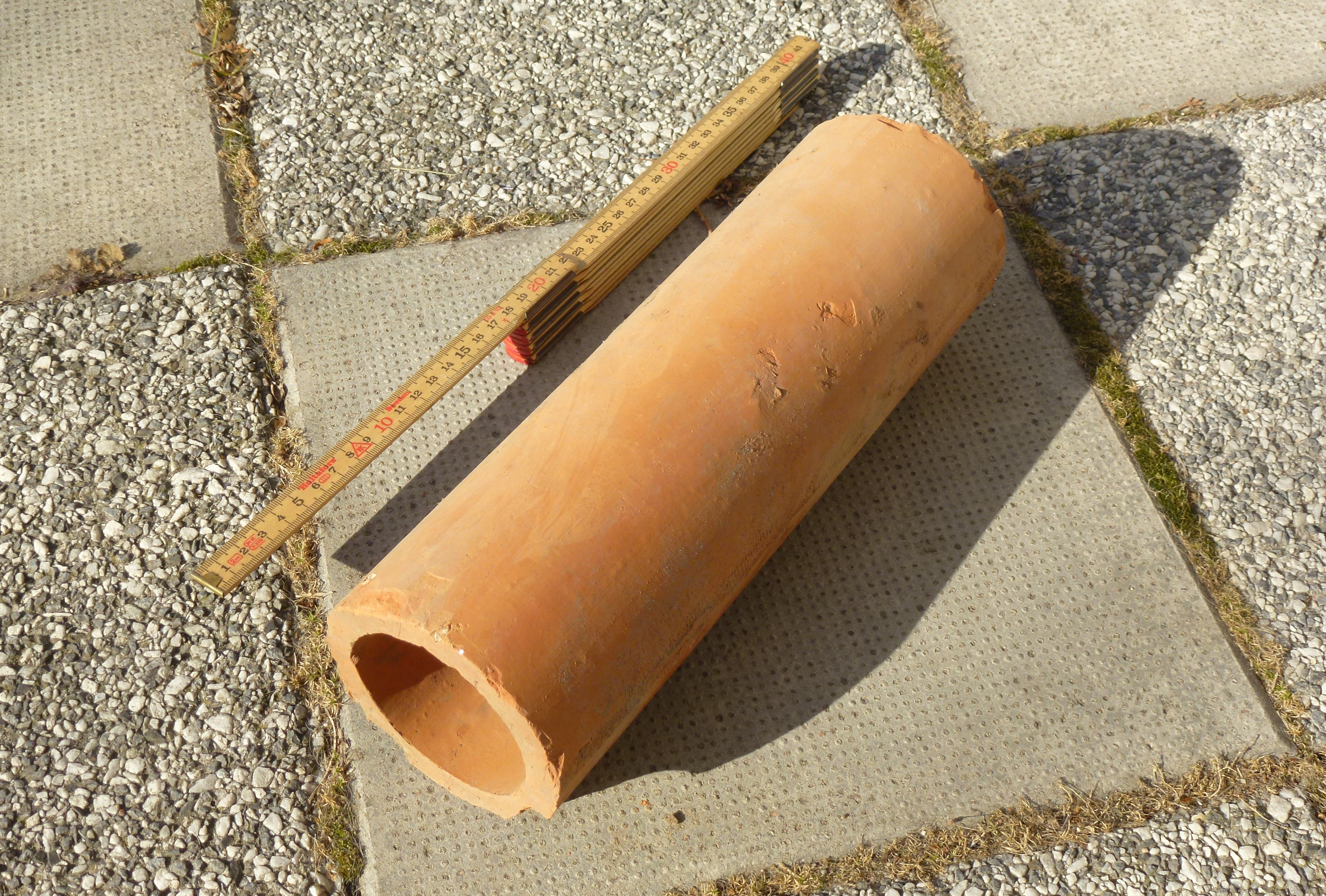
Rörtegel för dränering
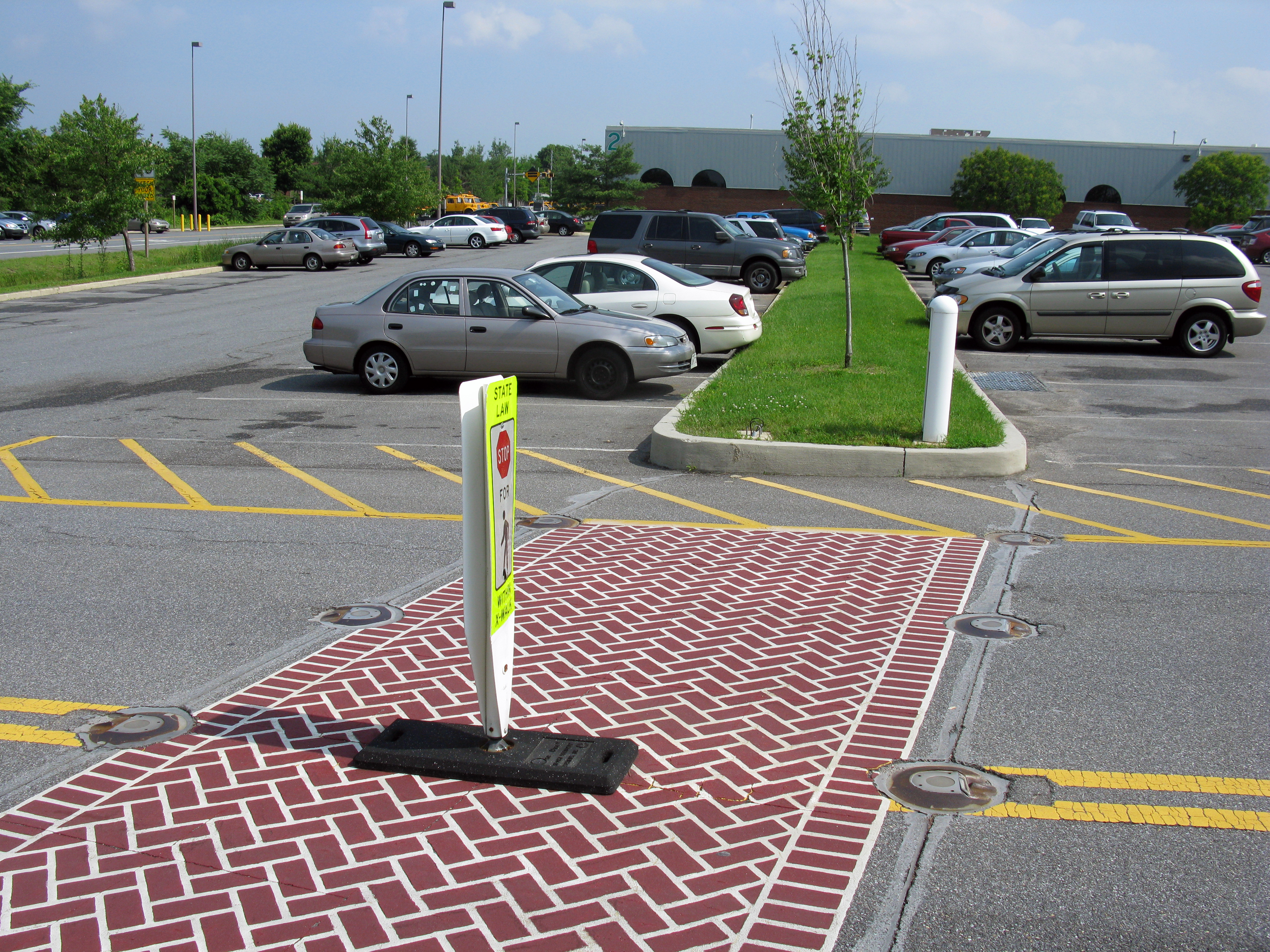
Marktegel
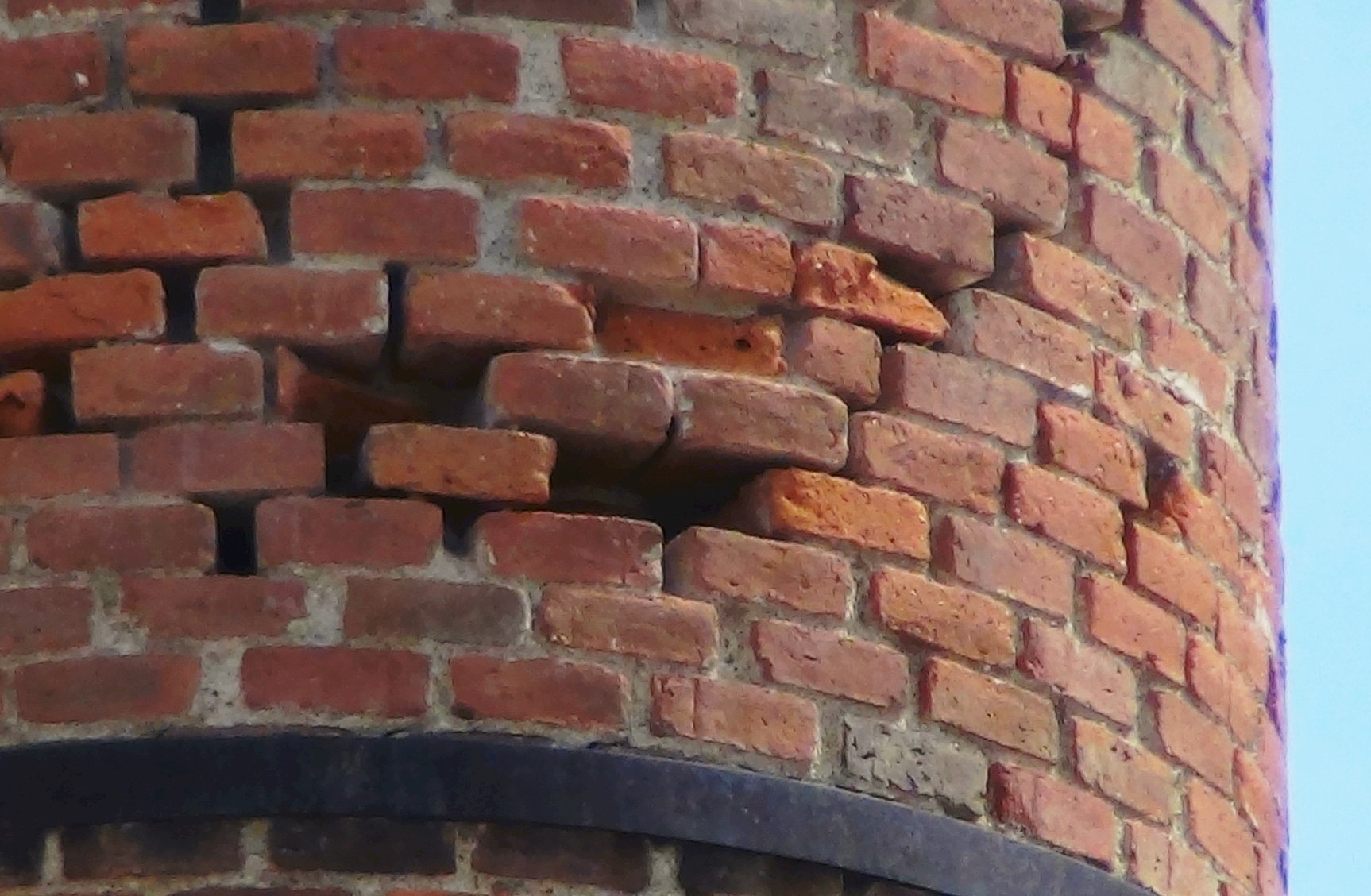
Radialtegel på en fabriksskorsten

## Tegelbruk i Sverige

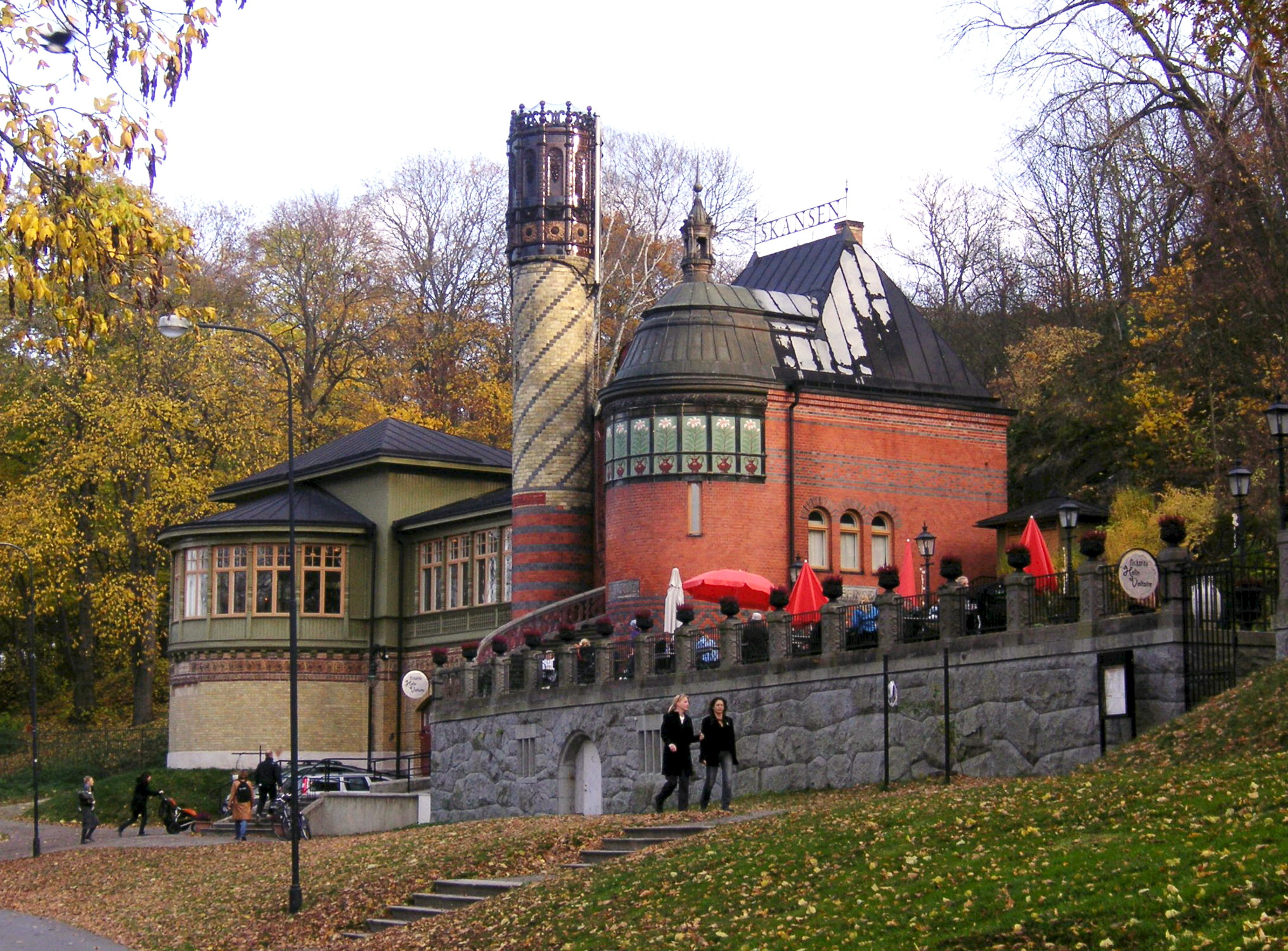
Skånska gruvan på Djurgården, 2007.

Fram till slutet av 1960-talet fanns ett stort antal tegelbruk i Sverige, av vilka många hade anor från 1700-talet. Teglets betydelse minskade i takt med att andra byggnadstekniker för husbyggnad infördes i Sverige, så som prefabricerad betong. Den stora nedgången för tegelindustrin kom i samband med 1960-talets miljonprogram.
Åbjörn Anderssons Mekaniska Verkstad i Svedala var marknadsledande inom tillverkning av tegelmaskiner och på att ta fram ritningar till ugnar med överbyggnad för torkning, så kallade Svedalaanläggningar.
Den viktigaste orsaken till de murade stommarnas, och därmed tegelindustrins, tillbakagång torde vara att man under perioden efter 1930-talet, i byggbranschen och samhället i stort, kom att betrakta murade konstruktioner som något omodernt. Det hantverksmässiga murandet förknippades med äldre tider, medan prefabricerat och industrialiserat byggande representerade det moderna, framtid, ökat välstånd och rationalitet. Endast ett fåtal tegelbruk finns kvar idag. Det sista tegelbruket med betydande produktion av fasadtegel var Haga tegelbruk utanför Enköpingsom stängdes 2020. Det enda kvarvarande taktegelbruket i Sverige är Vittinge tegelbruk som finns i Heby kommun och ägs BMI Group.
AB Mälardalens tegelbruk var ett aktiebolag som bildades 1914 genom sammanslagning av ett antal tegelbruk i Mälardalen. I samband med sammanslagningen lades flera mindre lönsamma tegelbruk ned. Som mest ägde företaget 24 tegelbruk, och några arrenderades.
Skånska gruvan på Södra Djurgården är en byggnad med rik dekorerade tegelfasader. Huset ritades av Gustaf Wickman och uppfördes som utställningspaviljong till Stockholmsutställningen 1897. Utställare i Skånska gruvan var de skånska tegel- och sockerbruken, kalk-, cement- och stenkolsindustrierna, vilka gick samman i en gemensam skånsk paviljong.

## Nedlagda tegelbruk i Sverige i urval
- AB Hercules, 1899–1968 rött tegel

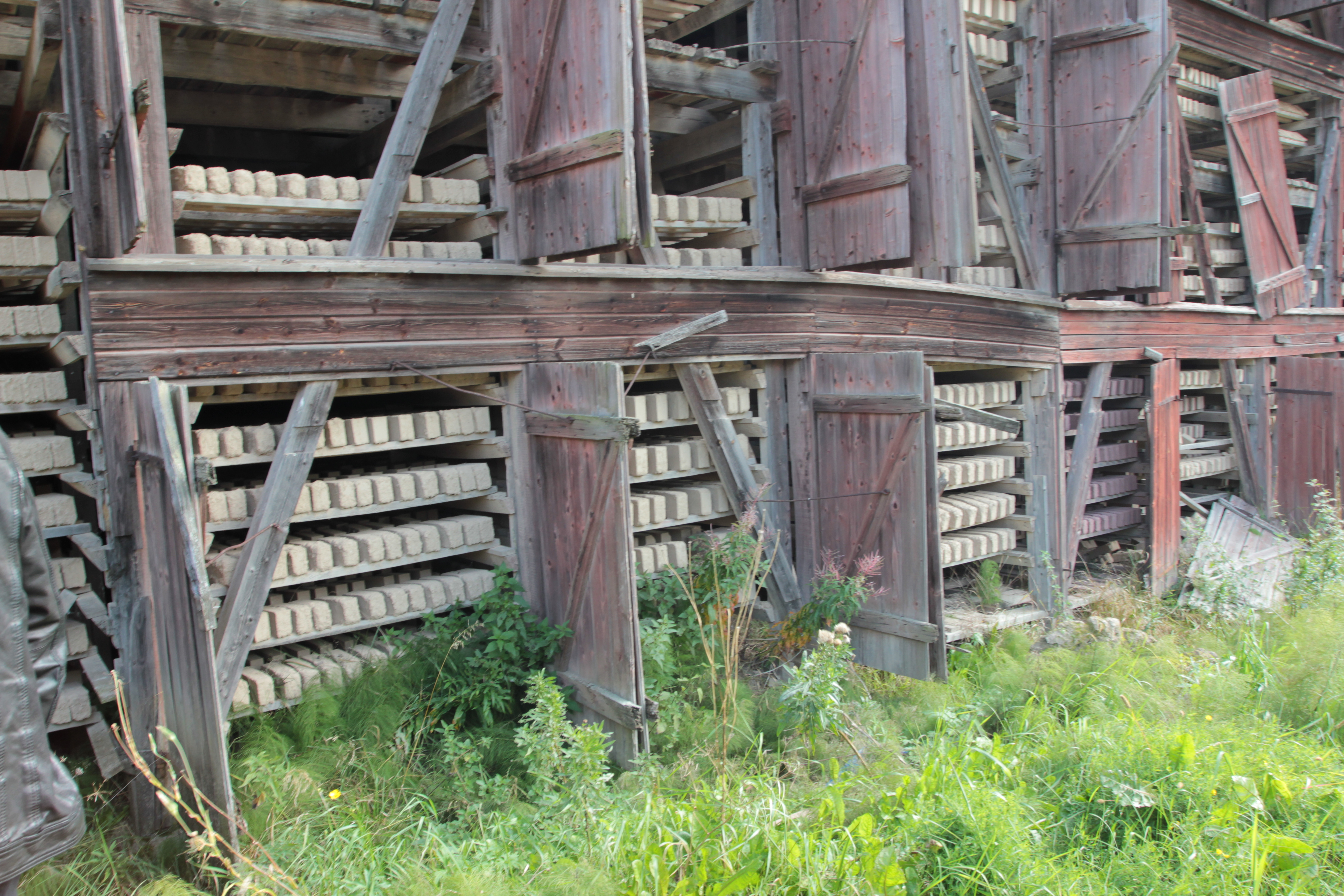
Torklada på Bältarbo tegelbruk

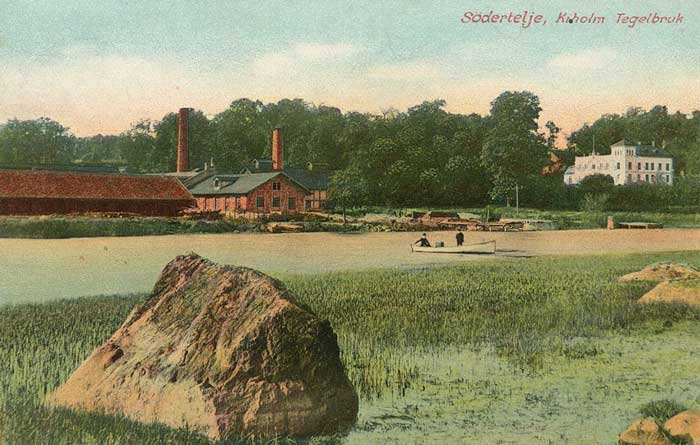
Kiholms tegelbruk, omkring 1909

- Annetorps tegelbruk, 1874–1948 gult tegel
- Bergsbrunna tegelbruk    gult tegel
- Bjersunds tegelbruk 1855-1887. (idag museum)
- Björns tegelbruk 1899-1966
- Broby Tegelbruk    gult tegel
- Brogårds tegelbruk, ?–1966, gult och rött tegel
- Bältarbo tegelbruk (idag arbetslivsmuseum)
- Fittja tegelbruk, ?–1964
- Fyledalens tegelbruk brunt tegel
- Gåvetorps tegelbruk rött tegel
- Görvälns tegelbruk
- Helsingborgs Ångtegelbruk, 1873–1978, brunt tegel
- Hornsättra tegelbruk
- Husby tegelbruk, 1915–1978
- Högs tegelbruk, ?–1978, gult tegel
- Kalkuddens tegelbruk 1951–1949
- Kaniks tegelbruk, 1904–2002, brunt, gult och rött tegel
- Kiholms tegelbruk  ?–1940
- Kungshatts tegelbruk, Ekerö, ?–1947
- Lerviks tegelbruk, 1885–1931 rött tegel
- Lina tegelbruk, 1783–1970, rött tegel.
- Lomma Tegelfabrik, 1887–1975, gult tegel
- Ludvika tegelbruk
- Lövsta tegelbruk 1879–1924 rött tegel
- Minnesbergs Tegelbruk, 1888–1993, gult och rött tegel.
- Pålsjö tegelbruk, ?–1949 gult tegel.
- Skånska Cement AB tegelbruk, Lomma, 1854–1956, gult tegel
- Slagsta tegelbruk ?–1914
- Slottsmöllans tegelbruk, Halmstad, 1850–1994, rött tegel
- S:t Eriks Lervarufabriker 1908–1962 gult och rött tegel
- Svedala försökstegelbruk  1904–1972, rött tegel
- Tappsunds tegelbruk, Ekerö ?–1959
- Veberöds nya tegelbruk, 1898–1972, rött tegel